# Nessun dorma
Nessun dorma (litt. « que personne ne dorme ») est un air pour ténor tiré de l'opéra Turandot de Giacomo Puccini.

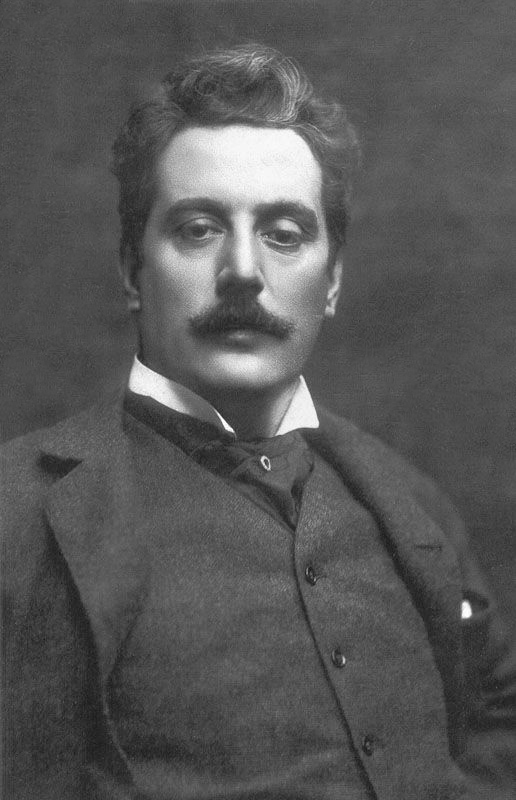
Le compositeur Giacomo Puccini

L'air est chanté par le personnage de Calaf au début du troisième acte. Plongé dans la solitude de la nuit pékinoise, le Prince inconnu attend le jour où il pourra finalement conquérir l'amour de Turandot, la princesse de glace.

## Texte
| Paroles originales (italien) | Traduction[réf. nécessaire] | Texte chanté en français[réf. nécessaire] |
| --- | --- | --- |
| La folla : Nessun dorma! Nessun dorma! Calaf : Nessun dorma! Nessun dorma! Tu pure, o Principessa, nella tua fredda stanza guardi le stelle che tremano d'amore e di speranza... Ma il mio mistero è chiuso in me, il nome mio nessun saprà! No, no, sulla tua bocca lo dirò, quando la luce splenderà! Ed il mio bacio scioglierà il silenzio che ti fa mia. Le donne : Il nome suo nessun saprà... E noi dovrem, ahimè, morir, morir! Calaf : Dilegua, o notte! Tramontate, stelle! Tramontate, stelle! All'alba vincerò! Vincerò! Vincerò! | La foule : Que personne ne dorme ! Que personne ne dorme ! Calaf : Que personne ne dorme ! Que personne ne dorme ! Toi aussi, Ô Princesse, Dans ta froide chambre Regarde les étoiles Qui tremblent d'amour et d'espérance... Mais mon mystère est scellé en moi, Personne ne saura mon nom ! Non, non, sur ta bouche, je le dirai, quand la lumière resplendira ! Et mon baiser brisera le silence Qui te fait mienne. Chœur : Personne ne saura son nom... Et nous devrons, hélas, mourir, mourir ! Calaf : Dissipe-toi, Ô nuit ! Dispersez-vous, étoiles ! Dispersez-vous, étoiles ! À l'aube je vaincrai ! Je vaincrai ! Je vaincrai ! | La foule : Personne ne dort ici ce soir! Calaf : Personne ne dort ici ce soir! Écoutez-vous, princesse? Dans ta chambre solitaire Regarde les étoiles Qui tremblent davantage d'amour lui-même Mais quelque chose est dans mon cœur Et je dois garder le secret Mais non, je dois le dire sur vos lèvres Avant qu'il ne soit trop tard! Et je vais embrasser tes lèvres Pour briser ton silence Chœur : Personne ne connaît son secret Et nous devons nous tuer, devrions-nous, oui? Calaf : Le soleil se lève, la lune se couche Les étoiles semblent s'estomper et c'est l'aube Gloire à moi! Gloire à moi! |

## Interprétations

### Opéra complet
- Birgit Nilsson, Franco Corelli, 1966, orchestre et chœur de l'opéra de Rome, Francesco Molinari-Pradelli (EMI 2902863)
- Joan Sutherland, Luciano Pavarotti, 1973, orchestre philharmonique de Londres, Zubin Mehta (Decca)
- Eva Marton, José Carreras, orchestre de l'opéra de Vienne, Lorin Maazel (CBS)
- Montserrat Caballé, José Carreras, 1978, orchestre philharmonique de Strasbourg et chœur de l'Opéra du Rhin, Alain Lombard (EMI 5091732)
- Katia Ricciarelli, Placido Domingo, 1982, orchestre philharmonique de Vienne, Herbert von Karajan, dir. (DG 4238552)

### Autres interprétations
- 1990 : Luciano Pavarotti lors de la cérémonie d'ouverture de la Coupe du monde de la FIFA à Milan.
- 1995 : Andrea Bocelli, dans l'album Viaggio Italiano.
- 1995 : La chanson Bridge to Heaven de l'album Prologue to the Symphonic Legends a été adaptée par le guitariste Uli Jon Roth et le chanteur Klaus Meine (du groupe Scorpions).
- 1998 : Sarah Brightman, dans l'album Eden.
- 1998 : Aretha Franklin lors des Grammy Awards (elle remplace au pied levé Luciano Pavarotti qui était malade).
- 2002 : Manowar, dans l'album Warriors of the World.
- 2006 : Luciano Pavarotti lors de la cérémonie d'ouverture des Jeux Olympiques d'hiver à Turin[1].
- 2007 : Paul Potts lors de la première édition de l'émission de télévision Britain's Got Talent.
- 2009 : Antony Hegarty (du groupe Antony and the Johnsons), avec le Roma Sinfonietta Orchestra[2].
- 2010 : Tony Alessi sur l'album Eterno.
- 2010 : Le guitariste britannique Jeff Beck adapte le morceau pour son album Emotion and Commotion où le morceau est joué avec un orchestre en plus de la guitare.
- 2011 : Éric Morena reprend cet air sur son dernier album L'amour est éternel.
- 2011 : Monica Naranjo dans son spectacle/concert Madame Noir.
- 2011 : Onew (du groupe coréen SHINee) reprend Nessun Dorma à l'occasion du 1st Concert in Seoul.
- 2011 : Jackie Evancho (jeune chanteuse lyrique) lors de plusieurs prestations, notamment durant l'émission Britain's Got Talent.
- 2012 : Vincent Niclo reprend Nessun Dorma avec des chœurs dans l'album Vincent Niclo & les chœurs de l'armée rouge.
- 2013 : La chanson fait partie de la discographie du jeu vidéo de football Pro Evolution Soccer 2014.
- 2013 : Amira Willighagen (9 ans) lors de sa prestation de Nessun Dorma a époustouflé les spectateurs et le jury de l'émission Holland's Got Talent dont elle a gagné l'édition 2013.
- 2013 : Amaury Vassili, grimé en Luciano Pavarotti, envoûte le jury de l'émission TV Un air de star avec cet air.
- 2015 : Jonas Kaufmann, The Puccini Album, Accademia nazionale di santa Cecilia, direction: Antonio Pappano.
- 2021 : Andrea Bocelli à la cérémonie d’ouverture de la compétition de football, l'Euro 2020 en 2021.
- 2024 : Andrea Bocelli le 15 juin 2024 accompagné de Anastasia Petrychak , lors du Sommet du G7 à Borgo Egnazia[3].

## Utilisation dans d'autres œuvres
- 1984 : La Déchirure de Roland Joffé
- 1987 : Les Sorcières d'Eastwick de George Miller
- 2001 : Hannibal de Ridley Scott
- 2002 : La Somme de toutes les peurs de Phil Alden Robinson
- 2004 : Mar adentro d'Alejandro Amenábar
- 2004 : Man on Fire de Tony Scott
- 2005 : The Island de Michael Bay
- 2010 : Au-delà de Clint Eastwood
- 2012 : To Rome with Love de Woody Allen
- 2015 : Mission impossible : Rogue Nation de Christopher McQuarrie
- 2021 : dans la bande originale du film Mes frères et moi
- 2022 : Ténor de Claude Zidi Jr.